# Леслі (Джорджія)
Леслі (англ. Leslie) — місто (англ. city) в США, в окрузі Самтер штату Джорджія. Населення — 344 особи (2020).

## Географія
Леслі розташоване за координатами 31°57′17″ пн. ш. 84°5′13″ зх. д. / 31.95472° пн. ш. 84.08694° зх. д. (31.954799, -84.087064).  За даними Бюро перепису населення США в 2010 році місто мало площу 4,59 км², з яких 4,59 км² — суходіл та 0,01 км² — водойми.

## Демографія
Згідно з переписом 2010 року, у місті мешкало 409 осіб у 164 домогосподарствах у складі 110 родин. Густота населення становила 89 осіб/км².  Було 195 помешкань (42/км²).
Расовий склад населення:
| - 52,6 % — білих - 42,3 % — чорних або афроамериканців - 1,2 % — азіатів - 3,7 % — осіб інших рас |

До двох чи більше рас належало 0,2 %. Частка іспаномовних становила 5,9 % від усіх жителів.
За віковим діапазоном населення розподілялося таким чином: 24,4 % — особи молодші 18 років, 59,2 % — особи у віці 18—64 років, 16,4 % — особи у віці 65 років та старші. Медіана віку мешканця становила 42,4 року. На 100 осіб жіночої статі у місті припадало 85,1 чоловіків;  на 100 жінок у віці від 18 років та старших — 81,8 чоловіків також старших 18 років.
Середній дохід на одне домашнє господарство  становив 44 793 долари США (медіана — 31 500), а середній дохід на одну сім'ю — 54 622 долари (медіана — 45 000). За межею бідності перебувало 31,8 % осіб, у тому числі 42,3 % дітей у віці до 18 років та 24,3 % осіб у віці 65 років та старших.
Цивільне працевлаштоване населення становило 127 осіб. Основні галузі зайнятості: освіта, охорона здоров'я та соціальна допомога — 24,4 %, роздрібна торгівля — 12,6 %, мистецтво, розваги та відпочинок — 11,8 %.